# Duguetia asterotricha
Duguetia asterotricha é uma espécie de magnólia .  Foi descrito pela primeira vez por Friedrich Ludwig Diels, e recebeu o nome exato por Robert Elias Fries .  Duguetia asterotricha pertence ao gênero Duguetia, e família Annonaceae.

## Morfologia
A espécie apresenta caule jovem com tricomas estrelados. Suas folhas possuem lâmina variando entre formas estreitamente elípticas, elípticas, largamente elípticas ou estreitamente ovadas, com face adaxial glabra e face abaxial coberta por tricomas estrelados. A base das folhas pode ser aguda, obtusa ou arredondada, e o ápice acuminado ou agudo. As inflorescências, do tipo pauciflora, são presentes. Suas flores têm botões florais ovoides, cor amarela ou branca, sépalas ovadas triangulares conatas na base, e pétalas externas e internas subiguais em forma estreitamente obovada ou espatulada. Os frutos são subglobosos, com coloração marrom ou verde, e densamente cobertos por tricomas estrelados, sem colar basal.